# Sewell
Sewell és una antiga ciutat minera avui gairebé abandona a Xile. Forma part del municipi de Machalí, a la Regió d'O'Higgins. A l'apogeu tenia uns quinze mil habitants.
És a 150 km al sud de Santiago de Xile i a 64 km de la ciutat de Rancagua. Va ser declarada monument nacional pel govern de Xile el 1998 i patrimoni de la Humanitat per la UNESCO l'any 2006, pel seu valor històric i cultural.

## Història
La ciutat es va construir i poblar amb el nom de El establecimiento a partir de l'any 1904, sota la direcció de l'enginyer nord-americà William Braden, de l'empresa minera nord-americana Braden Copper Company. Aquesta companyia era propietària del jaciment miner El Teniente i va rebre el permís d'explotació del Ministeri d'Hisenda el 29 d'abril de 1905.
Va rebre el nom de Sewell el març de 1915, en honor de Barton Sewell, un alt executiu de Braden Copper Co que va donar suport a la iniciativa en terres xilenes i que havia mort aquest any a Nova York.
El 1916, el 95% de les accions de Braden Copper Co van passar a mans de Kennecott Corporation, de la qual va esdevenir una filial.
L'Estat de Xile va adquirir el 1967 el 51% de les accions de Braden Copper Co, en el marc de la nacionalització del coure, que va concloure el 1971. El mateix any es va iniciar l'Operación Valle, per al trasllat dels habitants a Rancagua, com que l'estat no podia assumir les despeses del campament.
Sewell en l'actualitat és propietat de la companyia Codelco - Xile División El Teniente, s'encarrega del manteniment i de les visites turístiques.

## Demografia
| Evolució poblacional | Evolució poblacional |
| -------------------- | -------------------- |
| Any                  | Població             |
| 1911                 | 4.000                |
| 1916                 | 9.000                |
| 1918                 | 14.000               |
| 1960                 | 15.000               |
| 1977                 | 1.500                |